# HW Virginis b
HW Virginis (AB) b est une planète extrasolaire (exoplanète) circumbinaire en orbite autour du système stellaire HW Virginis, une binaire à éclipses située dans la constellation zodiacale de la Vierge, à une distance d'environ 590 années-lumière (180 pc) du Soleil.
Un système planétaire d'au moins deux objets a été détecté autour de cette étoile :
| Planète                             | Masse mini (MJ) | Demi-grand axe (UA) | Période orbitale (a) | Excentricité |
| ----------------------------------- | --------------- | ------------------- | -------------------- | ------------ |
|                                     |                 |                     |                      |              |
| HW Vir c                            | 8,47 ± 0,42     | 3,62 ± 0,52         | 9,08 ± 0,22          | 0,31 ± 0,15  |
| HW Vir b                            | 19,23 ± 0,24    | 5,30 ± 0,23         | 15,84 ± 0,14         | 0,46 ± 0,05  |
|                                     |                 |                     |                      |              |
| Système planétaire de HW Virginis,. |                 |                     |                      |              |

## Propriétés physiques et orbitales
Compte tenu de sa masse, HW Vir b n'est pas à proprement parler une « planète » mais plutôt une naine brune car, avec une masse supérieure à 13 MJ, elle est susceptible d'avoir connu une phase de fusion du deutérium.
Elle orbite autour de ses étoiles en 15 ans et 10 mois sur une orbite assez elliptique, d'excentricité orbitale 0,46.